# 備瀬善勝
備瀬 善勝（びせ よしかつ、1939年 - ）は、日本の作詞家、音楽プロデューサーで、沖縄市のキャンパスレコードの経営者。「ビセカツ」の愛称で知られ、「沖縄歌謡史の生字引的存在」と評されている。屋号は「備瀬屋」。

## 経歴
那覇市西新町生まれ。
サラリーマンとなるが、音楽への関心も強く、普久原恒勇の事務所に出入りし、20代末から作詞家としての活動を始め、普久原や知名定男などに詞を提供するようになった。
1970年に、竹中労が沖縄に持ち込んだアングラ・レコードを販売するため、当時のコザ市にキャンパスレコードを創業し、アングラ・レコードや島唄のレコードを販売をはじめたが、この時点では店は妻に任せて自分はまだサラリーマンを続けていた。1973年には店舗を現在地へ移転し、サラリーマンも辞めて事業に専念するようになった。やがて1975年からは音楽プロデューサーとしても活動し、数多くの島唄レコード制作も手がけるようになる。最初に制作を手がけたのは、沖縄フォークのコンピレーション・アルバム『KOZA ʻ75』であった。
1981年には、金城実の支援を受け、BCYンナルフォンレーベルを立ち上げた。
2014年に、沖縄市の音楽資料館「おんがく村」が開設された際には、その館長となった。
2018年には、「沖縄市を拠点に、島唄、沖縄歌謡の名作を生むに留まらず、後継の音楽家を育てた」などとして、普久原恒勇とともに第5回JASRAC音楽文化賞を受賞した。